# Liste der Monuments historiques in Braquis
Die Liste der Monuments historiques in Braquis führt die Monuments historiques in der französischen Gemeinde Braquis auf.

## Liste der Objekte
| Bezeichnung                   | Beschreibung                      | Standort                              | Kennzeichnung | Schutzstatus | Datum | Bild |
| ----------------------------- | --------------------------------- | ------------------------------------- | ------------- | ------------ | ----- | ---- |
| Reiterskulptur Heiliger Georg | Kalkstein, zwischen 1330 und 1340 | außen an der Kirche St-Georges (Lage) | PM55002723    | Classé       | 2013  |      |